# Ktaoua
Ktaoua (franska: Ktaoua (CR), Ktaoua (Commune Rurale), arabiska: فزواطة) är en kommun i Marocko.   Den ligger i provinsen Zagora och regionen Drâa-Tafilalet, i den östra delen av landet, 500 km söder om huvudstaden Rabat. Antalet invånare är 11 157.